# Termalni in mineralni vrelci v Sloveniji
Termalni in mineralni vrelci v Sloveniji so tisti vrelci, katerih temperatura  ni nižja od 20 stopinj celzija, oziroma ki vsebujejo najmanj 1000 mg raztopljene trdne snovi in/ali 250 mg naravno raztopljenega CO2 v litru vode. Poleg termalnih izvirata v Sloveniji tudi dva mineralna vrelca: Donat Mg v Zdravilišču Rogaška Slatina in Radenska v zdravilišču Radenci.

## Balneologija
Pojem balneologija izvira iz izraza “balneum” in “logos” (razprava oz. raziskovanje kopeli) in je torej veda o zdravilnih vodah ali o zdravilnem blatu.
Obsega skupek metod zdravljenja in rehabilitacije s pomočjo naravnih zdravilnih vrelcev oz. termalnih in mineralnih ter akratotermalnih vod na izviru ali vrtini, poleg tega pa se za zdravljenje uporablja tudi obloge iz zdravilnih blat oziroma peloidov. Po širši definiciji balneologije poleg tega uporabljamo vrelce v pitne namene, kot inhalacije, kot dietalno terapijo, sprehajalne, glasbene kure in vzporedne metode tradicionalne medicine.
Z metodami balneologije lahko nadaljujemo bolnišnično zdravljenje ali pa zdravimo bolezenska stanja, ki sicer niso nadaljevane bolnišničnega zdravljenja. Tako je balneoterapija učinkovita pri bolezenskih stanjih gibalnega sistema, boleznih živčnega sistema, prebavnega sistema, pri endokrinoloških boleznih, boleznih kardiovaskularnega sistema, ginekoloških in rakovih boleznih ter pri boleznih pljuč.

## Mineralni vrelci

### Mineralne vode
Mineralne vode so po definiciji tiste naravne vode, ki vsebujejo najmanj 1000 mg raztopljene trdne snovi in/ali 250 mg naravno raztopljenega CO2 v litru vode.
Pravilnik o naravni mineralni in izvirski vodi (Ur. l. RS, št. 26/2000) poleg tega določa še, da ima naravna mineralna voda svoj izvor v podzemnem vodnem viru, je čista, ima lahko določene učinke, ki so ugodni za zdravje in izhajajo iz vsebnosti mineralov, elementov v sledeh ali pa drugih sestavin.
Mineralne vode so razvrščene glede na pripadajoče vrednosti vseh sestavin, ki presegajo 20 ekvivalentnih deležev v procentih, najprej za katione in nato za anione. Tako so npr. mineralne vode lahko glede na katione natrijeve, kalcijeve ali magnezijeve in glede na anione kloridne, hidrogenkarbonatne, sulfatne. Če mineralne vode vsebujejo vsaj 1000 mg prostega raztopljenega CO2 na liter, jih dodatno imenujemo tudi kislice - kisle vode. Vode, ki vsebujejo za zdravje pomembne elemente v določenih količinah, imajo v opisu imena to posebej navedeno. 
Za naravne zdravilne vode so dopustna nihanja v sestavi do 20 %.

### Nastanek mineralnih vod
Medtem ko padavinske vode prehajajo skozi pore v zemeljski skorji in skozi razpoke v kameninah, vanje prehajajo minerali.
Kateri in koliko jih preide, je odvisno od topnosti in sestave kamenin, dolžine vodnih poti, velikosti stičnih površin, od časa stika ter od količine prisotnega ogljikovega dioksida.
Mineralne vode so navadno mešanica različnih tipov vod (monotopne in politopne), ki se v podzemlju združujejo in zadržujejo skozi različna obdobja. Nekatere mineralne vode so zelo stare in izvirajo že iz časa začetka trajanja geoloških dob (fosilne vode, slanice – ostanki nekdanjih morij), druge so stare nekaj tisočletij (stare podtalnice meteorskega izvora) ali samo nekaj desetletij oz. let - podtalnice današnjega časa.

### Slovenske mineralne vode
V Sloveniji izkoriščamo za stekleničenje dva mineralna vrelca: Donat Mg v Zdravilišču Rogaška Slatina in Zdravilni vrelec (Radenska) v Zdravilišču Radenci.
Mineralna voda Donat Mg je magnezijevo-natrijeva hidrogenkarbonatna sulfatna kislica. S 50 mmol magnezija na liter je najbogatejša mineralna voda z magnezijem na svetu. 
Današnja zajetja mineralne vode Donat Mg so v globinah med 280 do skoraj 600 metrov.
Povprečna starost mineralne vode (ocenjena z metodo 14 °C) je približno 8000 let. V Zdravilišču Rogaška jo uporabljajo za zdravljenju pri pitnih kurah in inhalacijah.
Zdravilno učinkuje na prebavila, sistemsko preko delovanja absorbiranih elektrolitov in preko izločanja elektrolitov skozi ledvica.
Zdravilni vrelec (Radenska)  je natrijeva hidrogen-karbonatna kislica in vsebuje 9,8 g/L raztopljenih snovi. Uporablja se v obliki pitnih kur in sicer kot antacid, verjetno ima ugodne učinke na inhibicijo kristalizacije seča.
Poleg zgoraj omenjenih dveh vrelcev je v Sloveniji še vrsta manjših mineralnih vrelcev, ki zaradi majhnosti ali pa zaradi manj prijetnega okusa niso gospodarsko izkoriščeni: 
- Rimski vrelec v dolini Kotelj, ob vznožju Uršlje gore.[1]
- Očeslavska slatina [2]
- Ivanjševska slatina
- Kralova slatina
- Jezerska slatina v Ravnu (Zgornje Jezersko)
- Železova voda pod Olševo

## Termalni vrelci

### Termalne vode
Termalne vode so tiste vode, katerih temperatura  ni nižja od 20 stopinj celzija. Niso namenjene pitju ampak kopanju.
Glede na temperaturo jih delimo v hipotermalne (20-34 stopinj celzija), homeo ali izotermalne (34-38 stopinj celzija) ter hipertermalne (več kot 38 stopinj celzija).
Pri zdraviliški zdravstveni dejavnosti se izkorišča njihovo mehanično in termično delovanje. Zaradi hidrostatskega pritiska, ki deluje na potopljeni del telesa, se izboljša cirkulacija v visceralnih organih, izpraznijo se periferne ven in limfni vodi. Termično delovanje preko toplote ugodno vpliva na celotno telo (zvišanje temperature v posameznih tkivih, vazodilatacija, izboljšanje cirkulacije, protibolečinsko delovanje, zmanjšanje mišične tenzije, sedacija bolnika, zvišana aktivnost lokalnega metabolizma, večanje transudacije, stimulacija imunskega sistema, občutek sproščenosti).
Vendar je v določenih primerih uporaba termalnih voda odsvetovana (bolniki s povišanim krvnim pritiskom, s kardiovaskularnimi težavami,  z aterosklerozo in z epilepsijo).

### Nastanek termalnih voda
Vodonosnik je karbonatna kamenina (dolomit, manj apnenec), nakopičena z zalogami toplote. Voda, ki jo zadržuje nad seboj, in ki je na svoji podzemski poti spremenila snovno sestavo, je zato termalna. Ker je geometrični gradient v posameznih delih Slovenije različen, je tudi temperatura termalne vode, zajete v enakih globinah, različna.

### Slovenske termalne vode
V Sloveniji je veliko termalnih vod. Vsa zdravilišča jih uporabljajo pri rehabilitaciji gibalnega sistema, živčnega sistema ter stanj po poškodbah in operacijah gibalnega aparata. Termalne vode se uporabljajo tudi v športno-rekreativne namene.

## Nekatera slovenska zdravilišča

### Zdravilišče Laško
Zdravilišče Laško je bilo ustanovljeno leta 1854. Skoraj sto let kasneje, 1953. leta, je bil ustanovljen Zavod za medicinsko rehabilitacijo Laško. Naravni dejavnik je akratotermalna voda, s temperaturo 32- 35 stopinj C. Zdravilni učinek termalne vode uspešno združujejo z različnimi gibalnimi tehnikami, ki jih izvajajo v bazenu in Hubbardovi kadi.Medicinsko dejavnost sestavljajo progami osnovnega zdravstva, diagnostike, preventive, obnovitvene rehabilitacije in zdraviliškega zdravljenja. Najobsežnejši so programi zdraviliškega zdravljenja, namenjeni osebam, ki imajo operirana gibala, degenerativna obolenja mišic in sklepov, rakava obolenja v mali medenici, nevrološka obolenja in posledice po možganski kapi.
Terapija ni primerna pri poslabšanju kroničnih bolezni, pri nezdravljenih rakastih obolenjih, akutnih psihozah in pri visokem krvnem pritisku.

### Terme Lendava
Leta 1965 so v Petišovcih pri odpiranju naftnega sloja v globini 822 m našli toplo vodo. Po rezultatih fizikalnokemijskih analiz in kliničnih študij je Republiški komite za zdravstveno in socialno varstvo voda leta 1981 proglasil za naravno zdravilno sredstvo. Poleg balneoterapije uporabljajo tudi vse oblike sodobne fizikalna terapije. Glavno vlogo pri balneoterapiji v zdravilišču Terme Lendava igra naravna termalna voda. Po fizikalnih kriterijih je hiperterma, saj je na izvoru temperatura vode 62 °C. Njena posebnost je visoka vsebnost parafina, kar pomeni, da je taka voda še posebej primerna za preventivo in zdravljenje bolezni gibalnega sistema. Parafin ima namreč veliko toplotno kapaciteto in nizko prevodnost, zato počasi oddaja toploto. Posledični biološki odgovor je: analgetični učinek, vazodilatacija in posledična hiperemija, zmanjšanje mišičnega tonusa, fibrolitični učinek in antiflogistični učinek, še posebej pri kroničnem vnetju. Torej so terme Lendava primerne za osebe z vnetnim in degenerativnim revmatizmom, za stanja po poškodbah in operacijah gibalnega sistema, po boleznih in poškodbah perifernega živčevja, stanja po opeklinah ( parafin izboljša elastičnost, prožnost brazgotine in s tem privede do izboljšanje funkcije). Niso pa primerne pri vročinskih stanjih, infekcijskih boleznih, kroničnih bolezni v fazi dekompenzacije, malignih obolenjih, akutnih fazah revmatskih obolenj in med nosečnostjo.

### Zdravilišče Moravske toplice
Moravske Toplice se nahajajo na severovzhodu Slovenije, nedaleč od tromeje z Avstrijo, Madžarsko in Hrvaško. Naravni faktor je termomineralna voda in peloid iz Negovskega jezera. Voda ima pri izviru temperaturo 72 stopinj Celzija, je motnega videza, slanega okusa, rahlo diši po nafti in vsebuje v nestalni obliki prisoten prost in vezan ogljikov dioksid. Hidrogenkarbonatne hiperterme so običajno hladne, zato je voda v Moravskih Toplicah še toliko bolj dragocena in redkost ne samo v Evropi. Vplivi termomineralne vode na organizem so: tonizira organizem, analgetičen učinek (ker je slanica), vazodilatacija (ker je hidrogen karbonatna voda; zaradi vazodilatacije ima izredno pozitiven vpliv na kronične vnetne procese različnih lokacij in vzrokov), sedativni učinek, fotosenzibilni vpliv na kožo (na soncu izredno hitro porjavi). Indikacije za uporabo so degenerativni revmatizem (artroze, spondiloze in spondilartroze, lumbalne in cervikalne diskopatije s spondilogenimi sindromi), nesklepni revmatizem (humeroskapularne periartropatije, fibrofitisi), kronične vnetne revmatske bolezni (kronični vnetni revmatizem, revmatoidni artritis, ankilozirajoči spondilitis), stanja po poškodbah in operacijah lokomotornega sistema s funkcijsko prizadetostjo, kožne bolezni (psoriasis vulgaris), pljučne bolezni (kronična obstruktivna obolenja pljuč)

### Terme Čatež
Odkritje vrelcev termalne vode v koritu Save leta 1797 pomeni začetek razvoja zdravilišča Terme Čatež. Podrobne analize termalne vode v Termah Čatež kažejo, da gre za vodo s temperaturo 41 - 62 stopinj Celzija in radioaktivnostjo do 10,2 Macherjeve enote. Voda izvira iz enajstih vrtin pod pritiskom 2 atmosfer in ima pretok 125 l/sek. Primerna za bolnike z vnetnimi degenerativnimi boleznimi, degenerativnim revmatizmom in revmatizmom mehkih tkiv, s stanji po poškodbah in operacijah gibalnega sistema ter za rehabilitacijo bolnikov z nevrološkimi boleznimi, poškodbami, paraplegijo, tetraplegijo in tudi za rehabilitacijo bolnic po operativnem zdravljenju karcinoma dojke.

### Terme Dobrna
Po pismenih virih iz leta 1403 so Toplice Dobrna najstarejše delujoče zdravilišče v Sloveniji, sam vrelec pa je znan že iz 12.stoletja. Termalni zdraviliški vrelec v Termah Dobrna je akratoterma s temperaturo 36 stopinj Celzija na izviru in 33 stopinj Celzija v notranjih bazenih. Ima 3,4 % plinskega CO2 in je blago radioaktivna voda (1,658 Macherjevih enot). Dobrna je primerna kot rehabilitacijski center za zdravljenje ženskih ginekoloških bolezni, rehabilitacijo revmatičnih, ortopedskih bolezni, popoškodbenih stanj in športnih poškodb, po operativnih posegih v predelu rodil in genitalij, različna nevrološka obolenja, psihonevroze ter motnje cirkulacije.

### Zdravilišče Dolenjske toplice
V zgodovinskih virih so Dolenjske Toplice prvič omenjene leta 1228. Prvi zapis o zdraviliški dejavnosti in o zdraviliškem zdravniku je iz leta 1658. Dolenjske Toplice uvrščamo med tektonske toplice. Obstajajo trije izviri termalne vode, ki naj bi imeli svoj izvor v globini okoli 1000 m. Njihova temperatura je 36 stopinj Celzija s pretokom 30 l/s. Po sestavi je termalna voda nizko mineralizirana, brez proste ogljikove kisline, kalcijevo-magnezijevega hidrokarbonatnega tipa. Zdravilišče je primerno za vnetne revmatske bolezni, degenerativne revmatske bolezni,zunajsklepne revmatske bolezni, stanja po poškodbah in operacijah na lokomotornem aparatu in ginekološke bolezni.

### Terme Olimia
Že v davnini so verjeli, da tam, kjer je v naravi nekaj nenavadnega, skrivnostnega, prebiva neka moč, ki odpravlja bolečine in težave. Pod skalo v Harinih Zlakah je bil mlačen, bistri potoček, ki je pregnal bolečine v nogah utrujenemu popotniku, kadar si jih je umil v tej čudežni vodi. Ustno izročilo govori, da so pozimi domačinke bose prale perilo v tej vodi. In ne samo, da so oprale perilo, tudi bolečine v nogah so čudežno izginile. Tudi rane na nogah ali kjerkoli drugje so se hitro celile in se niso zagnojile, če so jih prepustili vplivom te vode. Prvi zapiski o termalni vodi sicer segajo v čas pred 2. svetovno vojno, a pravi razvoj toplic oz. zdravilišča se je začel šele po letu 1965. Analiza termalne vode, ki jo je opravil Inštitut Jožef Štefan iz Ljubljane, je pokazala, da gre za termalno vodo z blago radioaktivnostjo na osnovi radona, radija in urana. Prvotno imenovano Zdravilišče Atomske toplice, danes Terme Olimia je primerno za bolnike z revmatičnimi obolenji lokomotornega sistema, za stanja po poškodbah in operativnih posegih na lokomotornem sistemu s funkcijsko prizadetostjo ter za nenalezljive kronične bolezni. Zelo zanimiva je pitna kura, saj so obiskovalci začeli to vodo tudi piti. Tako je po pitju atomske termalne vode opisanih več primerov ozdravitve oz. omilitve težav z želodcem.

### Terme Ptuj
Naravna voda vrtine se nahaja v globini 1065 m in pronica skozi več vodopropustnih peščenih slojev. Na površino izvira pod arteškim pritiskom, to je v prostem izteku cca 1,1 l/sek. Po fizikalnih kriterijih jo uvrščamo med termalne vode s temperaturo ob izviru cca 39 stopinj Celzija. Po kemičnih kriterijih gre za nizkomineralno vodo, pri čemer med kationi dominira natrij, med anioni pa hidrogenkarbonat. Torej glede na podane karakteristike je naravna voda v Termah Ptuj opredeljena kot natrij-hidrogenkarbonatna blago alkalna akratoterma. Glede fizikalno-kemijskih lastnosti je termalna voda posebej učinkovita pri degenerativne bolezni hrbtenice in sklepov, sistemske vezivnotkivne bolezni, artritisi, združeni s spondilitisom, bolezni kosti in hrustanca, zunajsklepni revmatizem, stanja po poškodbah in operacijah na lokomotornem sistemu in nekatera nevrološka obolenja.

### Zdravilišče Radenci
Radenske vrelce so odkrili 1833. leta. 50 let je bilo potrebnih, da so opravili prvo kopel in le okrog 15 let manj, da so napolnili prvo steklenico z mineralno vodo. Zdravilišče je znano doma in po svetu po mineralni vodi »Tri srca« oziroma po mineralnih vrelcih, na katerih se je razvilo zdravilišče, usmerjeno predvsem v zdravljenje bolezni srca in ožilja, in polnilnice mineralne vode, ki sodijo med večje v Evropi. Naravni zdravilni dejavniki so CO2 mineralna voda, termomineralna voda, sladkovodno blato in nekatere ugodnosti predalpsko-panonske klime. Primerna za bolezni srca in ožilja, obolenja ledvic in sečnih poti, bolezni presnove, degenerativna obolenja sklepov in stanja po poškodbah ali operacijah lokomotornega aparata.

### Zdravilišče Rogaška
Zdravilna mineralna voda se na območju Rogaške Slatine v pisnih zgodovinskih virih prvič pojavlja v zemljiškoknjižnih zapisih 
salzburške nadškofij že v 13. stoletju. 1572. leta je takratni slavni alkimist Leonhard Thurneysser v delu Pison, ki je izšlo v Frankfurtu na Odri, prvič objavil analizo mineralne vode iz Rogaške Slatine. Posebej bi veljalo omeniti monografijo Roitschocrene Johanna Benedikta Gründla iz leta 1685, ki je objavil obsežno monografijo o zdravilnih mineralnih vrelcih iz Rogaške Slatine. Knjiga je ohranjena v Pokrajinskem muzeju v Celju. Rogaška Slatina razpolaga z naslednjimi naravnimi zdravilnimi faktorji: zdravilna mineralna voda Donat Mg (magnezijeva hidrogenkarbonatna sulfatna kislica), termomineralna voda, naravne kopeli CO2 (mineralne kopeli), fangoobloge (učinkovina je naravna primarna glina bentonit). Zdravilišče je primerno za rehabilitacijo bolnikov z gastroenterološkimi in metabolnimi boleznimi.

### Zdravilišče Šmarješke toplice
Prvi pisni viri o zdravilnosti vode na tem območju so stari 200 let. Zdravilni učinek ima vrelec, kjer ima voda 32 stopinj Celzija in je oplemenitena z ogljikovim dioksidom, magnezijem in kalcijem. Indikacije za zdravljenje so bolezni srca in ožilja, psihosomatske bolezni, rehabilitacija športnikov in bolnikov s športnimi poškodbami ter bolezni in poškodbe lokomotornega aparata. Odsvetovano pa je pri akutnih nalezljivih boleznih, akutnih vnetjih in akutnih dekompenzacijah organskih sistemov.

### Terme Topolšica
V postopke rehabilitacije in zdravljenja je kot osnovni dejavnik vključena hipotermalna voda s temperaturo 32 stopinj Celzija. Gre za oligomineralno vodo, ki vsebuje katione: natrij, kalij, kalcij, magnezij, stroncij, železo in anione: klorid, fluorid, jod, nitrat, sulfat, hidrogenkarbonat. Na podlagi biotropne akratoterme iz vrelcev ter učinkovitosti srednje gorske klime so bile določene naslednje indikacije:degenerativni in izvensklepni revmatizem, bolezni sklepov in hrbtenice, vertebrogeni sindromi, stanja po poškodbah in operacijah(predvsem gibalnega aparata), mišične in nevrološke bolezni, multipla skleroza, obolenja dihal in kronične bolezni srca ter ožilja, periferne vazopatije z motnjami v cirkulaciji udov.

### Terme Zreče
Terme Zreče se nahajajo na jugovzhodnem robu Pohorja na nadmorski višini 395 m. Naravni zdravilni faktor v Termah Zreče je akrotermalna voda - kalcijev magnezijev hidrogen karbonat.Temperatura vode znaša pri izviru v Dobrovljah, 34,5 °C. Terme so priporočljive za bolnike pri stanjih po poškodbah in operacijah lokomotornega sistema s funkcijsko prizadetostjo, pri degenerativnem izvensklepnem revmatizmom ter pri vnetnih revmatskih boleznih